# YAS5000
YAS5000（やすごせん、生年不詳）は、放送作家である。
もともとは「環境改善センター」というコンビで芸人として活動していたが、爆笑問題の太田光に声をかけられて構成作家に転身した。
爆笑問題の番組を多く手掛け、過去に爆笑問題が所属するタイタンに所属していた。爆笑問題のブレーンを務め、2009年からラジオパーソナリティとしても活動している。趣味は海外放浪である。

## 出演番組
- YAS5000の俺もそろそろしゃべりたい！（ラジオNIKKEI、2009年10月 - ）

出演者
YAS5000
その他
古坂大魔王（1回きりのゲスト）

## 担当番組

### 現在
- 爆笑問題の日曜サンデー（TBSラジオ）

### 以前
- 号外!!爆笑大問題（日本テレビ系、札幌テレビ放送）
- 大爆笑問題（テレビ東京系）
- うまなりクン（フジテレビ系）
出たがり構成作家として「ウマでもわかる競馬基礎講座」のコーナーにも出演した。
- 爆笑問題カーボーイ（TBSラジオ）
- 太田光の私が総理大臣になったら…秘書田中。（日本テレビ）
- YAS5000の俺もそろそろしゃべりたい!（ラジオNIKKEI 第1）